# Medal Pamiątkowy Wojny 1939–1945
Francuski Medal Pamiątkowy Wojny 1939–1945 (fr. Médaille Commémorative Française de la Guerre 1939–1945) – francuskie pamiątkowe odznaczenie wojskowe za II wojnę światową.

## Ustanowienie
Medal Pamiątkowy Wojny 1939–1945 został ustanowiony 21 maja 1946 dla upamiętnia udziału Francji w II wojnie światowej. Przyznawany był wszystkim Francuzom (także cudzoziemcom) walczącym na frontach tego konfliktu.

## Okucia
Do odznaczenia przyznawane były okucia w kolorze niklu bądź srebra:
- FRANCE (pol. „Francja”) – walki między 3 września 1939 a 25 czerwca 1940 (ofensywa w Saarze, I bitwa o Francję)
- NORVÈGE (pol. „Norwegia”) – walki między 12 kwietnia a 17 czerwca 1940 (kampania norweska)
- AFRIQUE (pol. „Afryka”) – walki między 25 czerwca 1940 a 13 maja 1943 (front afrykański)
- LIBÉRATION (pol. „Wyzwolenie”) – walki między 25 czerwca 1940 a 8 maja 1945 (Ruch Oporu, bitwa o Korsykę, II bitwa o Francję)
- ALLEMAGNE (pol. „Niemcy”) – walki między 14 września 1944 a 8 maja 1945 (kampania niemiecka)
- EXTRÊME-ORIENT (pol. „Daleki Wschód”) – walki między 7 grudnia 1941 a 15 sierpnia 1945 (wojna na Pacyfiku)
- GRANDE-BRETAGNE (pol. „Wielka Brytania”) – walki między 25 czerwca 1940 a 8 maja 1945 (min. bitwa o Brytanię)
- U.R.S.S. (pol. „ZSRR”) – walki Pułku Normandia-Niemen na froncie wschodnim między 28 listopada 1942 a 8 maja 1945
- Atlantique (pol. „Atlantyk”) – walki na Atlantyku między 3 września 1939 a 8 maja 1945
- Méditerranée (pol. „Morze Śródziemne”) – walki na Morzu Śródziemnym między 3 września 1939 a 8 maja 1945
- Manche (pol. „La Manche”) – walki na Kanale La Manche między 3 września 1939 a 8 maja 1945
- Mer du Nord (pol. „Morze Północne”) – walki na Morzu Północnym między 3 września 1939 a 8 maja 1945

Weterani, którzy nie walczyli w żadnej z operacji wymienionej w okuciach otrzymali okucie z datą roczną służby: 1939, 1940, 1941, 1942, 1943, 1944, 1945.
Istniały również dwa rodzaje specjalnych okuć:
- DÉFENSE PASSIVE (pol. „Obrona Cywilna”) – okucie przyznawana przez Ministerstwo Spraw Wewnętrznych od 2 sierpnia 1949 członkom Obrony Cywilnej uczestniczących w akcjach w czasie bombardowań i bitew, pracujących przy budowie umocnień i schronień a także posiadającym rentę inwalidzką
- ENGAGÉ VOLONTAIRE (po. „Żołnierz-Ochotnik”) – przyznawane ludziom kwalifikującym się do tego tytułu

Dekretem z 10 października 1953 zlikwidowano okucie ITALIE (pol. „Włochy”) przyznawaną za walki we Włoszech między 1 grudnia 1943 a 25 lipca 1944. Powodem tego było ustanowienie Medalu Pamiątkowego Kampanii Włoskiej.
Znane są także nieoficjalne okucia wykonywane przez grawerów na prośbę żołnierzy: ILE D'ELBE (pol. „Wyspa Elba”) i AUTRICHE (pol. „Austria”).

## Wygląd odznaczenia
Oznaką medalu jest wykonany z brązu sześciokąt o wysokość 38 mm i szerokość 28 mm. Na awersie znajduje się krzyż lotaryński przed którym widnieje kogut galijski z rozpostartymi skrzydłami. Stoi on na złamanym łańcuchu. Na rewersie znajdują się napisy REPUBLIQUE FRANÇAISE (Republika Francuska) i GUERRE 1939–1945 (Wojna 1939–1945). Noszony jest on na błękitnej wstążce z zielonymi pasami po bokach oddzielonymi od błękitu oraz krańca wstążki cienkim paskiem koloru czerwonego. Pośrodku wstążki wyhaftowane są czerwone litery V symbolizujące zwycięstwo.